# Tavastia (fjädermygga)
Tavastia är ett släkte av fjädermyggor som upprättades 1985 av Jari Tuiskunen för den nya arten Tavastia australis som hittats i finska tallmyrar. Tavastia placeras i familjen Chironomidae.

## Arter
Tidigare har fyra arter placerats i släktet:
- Tavastia alticrista
- Tavastia australis
- Tavastia cristacauda
- Tavastia yggdrasilia

Dock tillhör förmodligen den nordamerikanska arten cristacauda släktet Pseudosmittia. Av dessa arter förekommer yggdrasilia i Sverige. Arten beskrevs först 2008 utifrån specimen som samlades in i våtmarker kring Dalälven mellan 2002-2007. Opublicerad data visade dock att arten var känd från Finland sedan 1974.